# Götz Otto

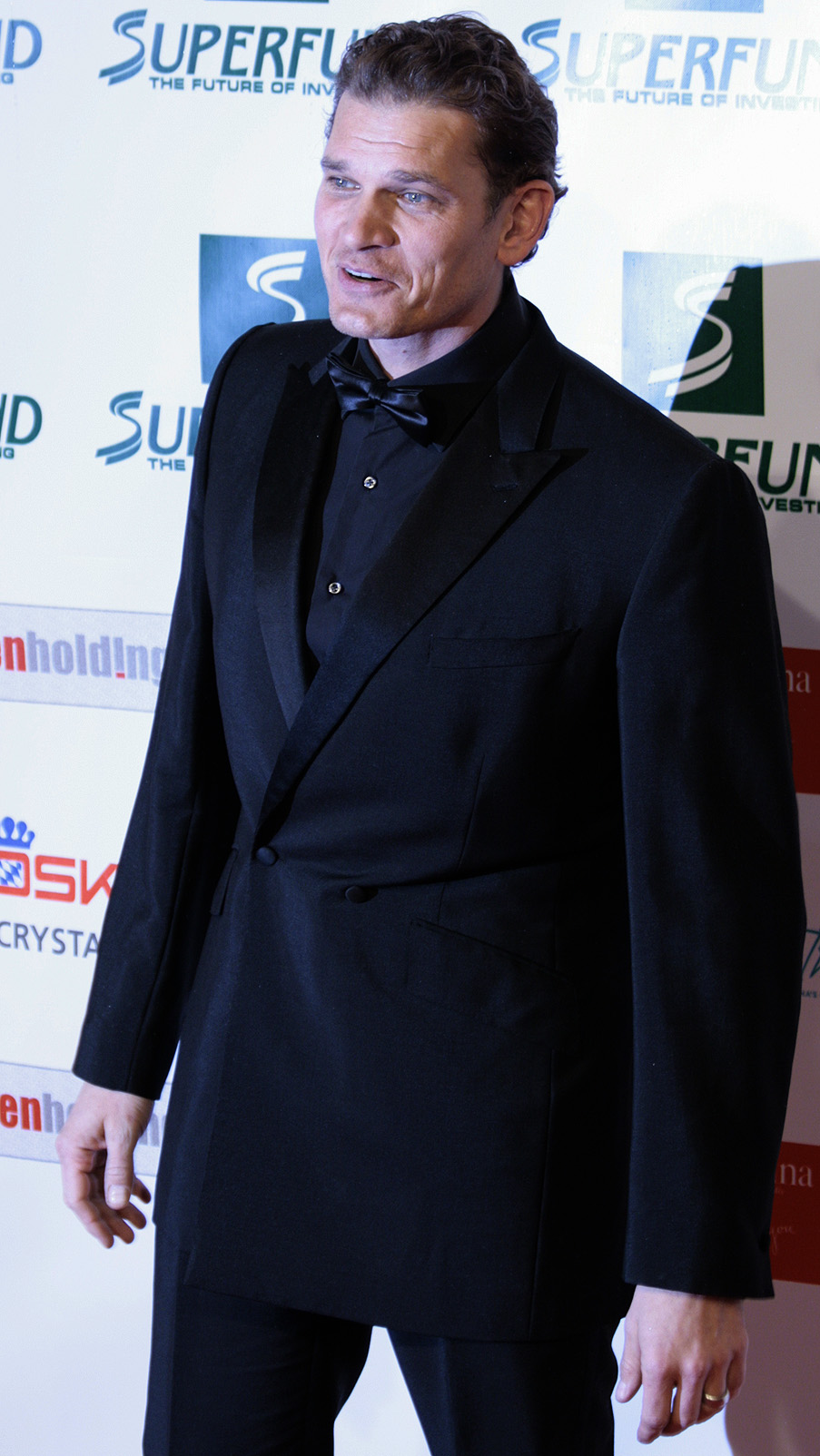
Götz Otto 2009.

Götz Otto, född 15 oktober 1967 i Offenbach am Main, Tyskland, är en tysk skådespelare, känd som Stamper i Bond-filmen Tomorrow Never Dies och Hitlers personlige adjutant, SS-Sturmbannführer Otto Günsche i filmen Undergången.

## Filmografi
- 1992 – Kleine Haie
- 1997 – Tomorrow Never Dies
- 1999 – Beowulf
- 2002 – Goebbels und Geduldig
- 2004 – Undergången

## Fotnoter
1. ↑  Internet Movie Database, IMDb-ID: nm0653248co0047972, läst: 13 augusti 2015.[källa från Wikidata]
2. ↑  Munzinger Personen, Munzinger person-ID: 00000025391, läst: 9 oktober 2017.[källa från Wikidata]